# Marek Herma
Marek Herma (ur. 31 sierpnia 1960 w Andrychowie) – polski historyk, doktor habilitowany nauk humanistycznych, profesor nadzwyczajny Uniwersytecie Pedagogicznym im. KEN w Krakowie.

## Życiorys
Absolwent Liceum Ogólnokształcącego im. Marii Skłodowskiej-Curie w Andrychowie. W 1997 roku uzyskał doktorat w Wydziale Historycznym Uniwersytetu Jagiellońskiego na podstawie pracy Flota Czarnomorska w strategii wojennej Rosji w latach 1853-1917 –  jego promotorem był prof. Marian Zgórniak. W 2000 r. został zatrudniony na UP w Krakowie. Habilitował się w roku 2011 na Uniwersytecie Pedagogicznym im. KEN na podstawie rozprawy Rosyjska flota wojenna na Bałtyku w latach 1905-1917.
Członek Polskiego Towarzystwa Nautologicznego i PTH. W 2015 r. został sekretarzem Komisji Historii Wojen i Wojskowości Wydziału Historyczno-Filozoficznego PAU. Członek Komisji Historycznej Wydziału Nauk Humanistycznych i Społecznych Polskiej Akademii Nauk i sekretarz Komisji Historii Wojen i Wojskowości.

## Wybrane publikacje
Autor prawie 100 prac naukowych, rozdziałów w monografiach na temat historii wojskowości, a w szczególności historii rosyjskiej floty wojennej XX wieku.
- Operacje floty czarnomorskiej podczas wojny rosyjsko-tureckiej 1877-1878, „Studia Historyczne” 1/1999, s. 43-55.
- Pod banderą św. Andrzeja. Rola Floty Czarnomorskiej w realizacji koncepcji strategicznych (militarnych) Rosji w latach 1914-1917, Kraków 2002
- Programy rozbudowy rosyjskiej Cesarskiej Marynarki Wojennej w latach 1906-1914, „Przegląd Historyczno-Wojskowy” 4/2007 s. 23-48.
- Rosyjska flota wojenna na Bałtyku w latach 1905-1917, Kraków 2010.
- Zbrojenia morskie Rosji na Bałtyku w latach 1906-1914 [w:] Prace Komisji Historii Wojen i Wojskowości PAU, t. VIII, red. Wojciech Rojek, Kraków 2012, s. 103-116.